# Liste der Nummer-eins-Hits in den Hot Dance Airplay Charts (2007)
| Singles |
| --- |
| - Justin Timberlake feat. T.I. – My Love - 8 Wochen (16. Dezember 2006 – 9. Februar) - Pink – U + Ur Hand - 2 Wochen (10. Februar – 23. Februar) - Eric Prydz vs. Pink Floyd – Proper Education (The Wall) - 2 Wochen (24. Februar – 9. März) - Nelly Furtado – Say It Right - 7 Wochen (10. März – 27. April) - The Killers – Read My Mind - 3 Wochen (28. April – 18. Mai) - September – Cry for You - 2 Wochen (19. Mai – 1. Juni) - Hilary Duff – With Love - 1 Woche (2. Juni – 8. Juni) - David Guetta – The World Is Mine - 2 Wochen (9. Juni – 22. Juni) - Rihanna feat. Jay-Z – Umbrella - 7 Wochen (23. Juni – 10. August) - Maroon 5 – Makes Me Wonder - 2 Wochen (11. August – 24. August) - Hilary Duff – Stranger - 2 Wochen (25. August – 7. September) - Justin Timberlake – LoveStoned - 3 Wochen (8. September – 28. September, insgesamt 4 Wochen) - David Guetta feat. Chris Willis – Love Is Gone - 1 Woche (29. September – 5. Oktober) - Justin Timberlake – LoveStoned - 1 Woche (6. Oktober – 12. Oktober, insgesamt 4 Wochen) - Timbaland feat. Keri Hilson – The Way I Are - 1 Woche (13. Oktober – 19. Oktober) - Rihanna – Don’t Stop the Music - 1 Woche (20. Oktober – 27. Oktober) - Britney Spears – Gimme More - 6 Wochen (28. Oktober – 7. Dezember) - Chris Lake feat. Emma Hewitt – Carry Me Away - 1 Woche (8. Dezember – 14. Dezember) - Plumb – In My Arms - 2 Wochen (15. Dezember – 28. Dezember, insgesamt 4 Wochen) - Seal – Amazing - 2 Wochen (29. Dezember – 11. Januar 2008) |